# Mooie Paal
Mooie Paal (Fries: Moaije Peal) is een streek in de Nederlandse provincie Friesland. De streek ligt direct ten noorden van Minnertsga bij de rotonde in de N393 langs de gelijknamige weg richting Wier. De streek is ontstaan op de grens van het nieuwe land (het Bildt) en het oude land (Barradeel, Hennaarderadeel, Baarderadeel, Franekeradeel en Menaldumadeel).
De streek is genoemd naar de grenspaal die er stond. Rond 1700 werd deze paal vermeld op een kaart. De streek heette toen nog Bolkezijl, naar een spuisluis die er lag. Tot in de twintigste eeuw was dat de naam voor de streek. In de 20e eeuw kwam er een tramstation aan de Tramlijn Leeuwarden - Sint Jacobiparochie. Hier lag tevens de eindhalte van een buslijn. Die eindhalte kreeg de naam 'Mooie Paal'. Nadat het tramstation sloot werd het een busstation. Sindsdien is de streek Mooie Paal gaan heten. Momenteel vormt het busstation een regionaal knooppunt en wordt bediend door vier lijnen.
In 2005 is er een nieuwe grenspaal geplaatst, met tekst en uitleg erbij, neergezet wegens het 500-jarig bestaan van het Bildt.